# Papiro Hearst

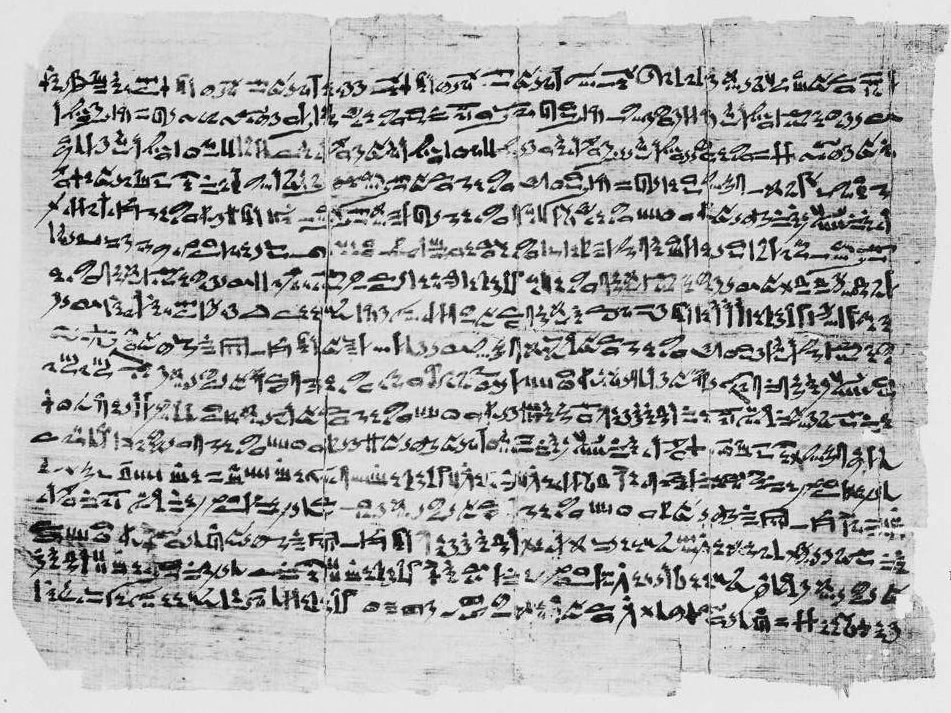
Papiro Hearst

Il papiro Hearst, chiamato anche papiro medico Hearst, è uno dei papiri medici dell'antico Egitto. Prende il nome da Phoebe Hearst (madre del magnate della stampa William Randolph Hearst), benemerita dell'Università della California. Il papiro è composto di 18 pagine di prescrizioni mediche scritte in ieratico egizio, e tratta problemi dell'apparato urinario, del sangue, dei capelli e dei denti. Risale alla prima metà del II millennio a.C., ed è considerato un manoscritto importante, anche se esistono alcuni dubbi riguardo alla sua autenticità.

## Origine
Secondo George Reisner (che pubblicò tavole del papiro nel 1905), il papiro Hearst fu consegnato nella primavera del 1901 presso il campo della spedizione Hearst in Egitto ad un abitante del vicino villaggio di Der-el-Ballas, come ringraziamento per avergli permesso di prendere del fertilizzante. In seguito gli fu dato il nome della madre di William Randolph Hearst, il magnate della stampa che aveva finanziato buona parte della spedizione, operata dall'università della California.
Il papiro è stato datato alla XVIII dinastia egizia, attorno al regno del faraone Thutmose III. Si crede che il testo sia stato scritto in precedenza, durante il Medio Regno, attorno al 2000 a.C. Attualmente (2007) è conservato presso la Bancroft Library, Università della California - Berkeley.
In anni recenti sono stati sollevati dubbi circa la sua autenticità. Il contenuto del papiro è stato studiato a fondo grazie alle tavole pubblicate, ma l'originale non è mai stato veramente esaminato. Come spiegò il suo curatore nel 2003, "il papiro è sorprendentemente in buone condizioni. È quasi troppo bello per essere vero". D'altra parte, Reisner non aveva dubbi, tanto che nel 1905 scriveva "il rotolo non è stato aperto negli ultimi secoli come dimostrato dalla serie di risvolti, dalla polvere fine e dai calchi degli insetti". Per poter risolvere la questione, la Bancroft Library ha espresso l'intenzione di far esaminare il papiro in futuro per stabilire "se sia un documento autentico o un falso quasi perfetto".

## Contenuto
Il papiro Hearst è uno dei papiri medici egizi, utilizzati per elencare le cure di problemi quali la cefalea ed i disturbi dell'apparato digerente. Molti di questi papiri contengono anche una sezione con incantesimi e parole magiche da pronunciare sul paziente prima, durante o dopo il trattamento.
Il papiro Hearst contiene 260 paragrafi divisi su 18 colonne di prescrizioni mediche, scritte in ieratico egizio. Gli argomenti spaziano da "un dente che cade" a "rimedi per la cura dei polmoni", ma si concentra soprattutto sui disturbi dell'apparato urinario, sul sangue, sui capelli e sul morso (di esseri umani, maiali ed ippopotami).
Uno degli incantesimi fa riferimento alla 'malattia Canaanita', "quando il corpo si copre di macchie color carbone", probabilmente tularemia, una delle 'piaghe' che portò alla detronizzazione degli Hyksos.